# Gardner (Dakota Północna)
Gardner – miasto w Stanach Zjednoczonych, w stanie Dakota Północna, w hrabstwie Cass.